# Paralaxita hewitsoni
Paralaxita hewitsoni är en fjärilsart som beskrevs av Johannes Karl Max Röber 1895. Paralaxita hewitsoni ingår i släktet Paralaxita och familjen Riodinidae. Inga underarter finns listade i Catalogue of Life.